# Venancio Ramos
Venancio Ariel Ramos Villanueva (Artigas, 1959. június 20. – ) uruguayi válogatott labdarúgó.

## Pályafutása

### Klubcsapatban
1977 és 1983 között a Peñarolban játszott, melynek tagjaként négy bajnoki címet (1978, 1979, 1981, 1982) szerzett és 1982-ben megnyerte a Libertadores-kupát és a Interkontinentális kupát. 1984 és 1986 között a Lens játékosa volt Franciaországban. 1987 és 1988 között az argentin Independiente labdarúgója volt. 1989 és 1990 között a Racing Montevideo, 1990 és 1991 között a Nacional, 1992 és 1993 között pedig a Defensor Sporting csapatát erősítette. 1994-ben az El Tanque Sisley-ben fejezte be a pályafutását.   

### A válogatottban
1978 és 1991 között 41 alkalommal szerepelt az uruguayi válogatottban és 5 gólt szerzett. Tagja volt az 1983-as Copa Américán győztes válogatott keretének és részt vett és az 1986-os világbajnokságon.

## Sikerei
Peñarol
- Uruguayi bajnok (4): 1978, 1979, 1981, 1982
- Copa Libertadores (1): 1982
- Interkontinentális kupa (1): 1982

Uruguay
- Copa América győztes (1): 1983